# Tovo di Sant’Agata
Tovo di Sant’Agata (lombardul: Tuv) település Olaszországban, Sondrio megyében. Lakosainak száma 620 fő (2023. január 1.). Tovo di Sant’Agata Edolo, Lovero, Monno, Vervio és Mazzo di Valtellina községekkel határos.

## Népesség
A település népességének változása:
| Lakosok száma | 631  | 631  | 620  |
|               | 2017 | 2018 | 2023 |